# Fulakora chilensis
Fulakora chilensis es una especie de hormiga que pertenece a la subfamilia Amblyoponinae.
Endémica de Chile, habita en la zona sur del país, existiendo registros en la Región de los Ríos y Región de los Lagos. Son insectívoras, alimentándose de otros artrópodos gracias a sus poderosas mandíbulas.